# Cryptus subspinosus
Cryptus subspinosus là một loài tò vò trong họ Ichneumonidae.